# الإجهاض في جورجيا
الإجهاض في جورجيا قانوني عند الطلب خلال الأسابيع الـ 12 الأولى من الحمل. بين 12 و 22 أسبوعًا, يمكن إجراء عمليات الإجهاض لأسباب طبية وفقًا للشروط التي تحددها وزارة الصحة والعمل والشؤون الاجتماعية. بعد 22 أسبوعًا, تتطلب عمليات الإجهاض أيضًا موافقة لجنة طبية من ثلاثة أعضاء. تم وضع القانون الذي يحكم الإجهاض في عام 2000.
انخفض معدل الإجهاض في جورجيا بشكل حاد خلال التسعينيات, من 41.1 حالة إجهاض لكل 1,000 امرأة تتراوح أعمارهن بين 15 و 44 عامًا في عام 1992 إلى 21.9 في عام 1996 و 19.1 في عام 2005. ويعزى هذا الانخفاض إلى زيادة استخدام وسائل منع الحمل الحديثة.
اعتبارًا من 2010, بلغ معدل الإجهاض 26.5 حالة إجهاض لكل 1,000 امرأة تتراوح أعمارهن بين 15 و 44 عامًا, وهو من بين أعلى المعدلات في العالم. ولكن بمقياس بديل, انخفض الإجهاض بين عامي 2005 و 2010: وجدت دراسة أجريت عام 2005 أن النساء في جورجيا أجرين في المتوسط 3.1 عملية إجهاض في حياتهن, ثم أعلى معدل في العالم ؛ بحلول عام 2010, انخفض هذا الإحصاء إلى 1.6 حالة إجهاض.
غالبية الجورجيين يعارضون الإجهاض القانوني. وجد استطلاع مؤشر القوقاز لعام 2013 أن 69٪ من الجورجيين يعتقدون أن الإجهاض لا يمكن تبريره أبدًا. وجد استطلاع للرأي العام أجراه مركز بيو للأبحاث, صدر في مايو 2017, أن 10٪ فقط يؤيدون الإجهاض القانوني في معظم الحالات أو جميعها.
وجدت دراسة أجريت على بيانات 2005-2009 أن نسبة الجنس عند الولادة تبلغ 121 ذكرًا لكل 100 أنثى, مما يشير إلى احتمال حدوث الإجهاض الانتقائي بسبب جنس الجنين.